# Leon Stiehl
Leon Stiehl (* 18. Mai 1989) ist ein deutscher Synchron- und Hörspielsprecher.

## Leben
Leon Stiehl studierte von 2011 bis 2015 an der Universität der Künste Berlin und schloss mit einem Schauspieldiplom ab. Anschließend war er in diversen Theaterproduktionen in Heidelberg, Frankfurt und Berlin zu sehen.
Unter dem Namen „MooEntertainment“ betreibt Stiehl ein unabhängiges Hörspiellabel. Hierfür ist er unter anderem als Regisseur, Autor und Sprecher aktiv. Dieses wurde 2021 von der Bundesregierung als Kultur- und Kreativpilotin ausgezeichnet. Gegründet hatte er 2019 es gemeinsam mit Lena Schmidtke.
Stiehl lebt in Berlin.

## Hörspiele (Auswahl)
- 2019: Andres Veiel: Let Them Eat Money. Welche Zukunft ?! (Butler 8.0) – Komposition und Regie: Ulrich Lampen (Hörspielbearbeitung – RBB/Deutschlandradio)[3]

## Hörbücher (Auswahl)
- 2018: Mia Kingsley: Vengeance Is His – Miss Motte Audio[4]
- 2021: Mila Summers: Weihnachten in den schottischen Highlands – Miss Motte Audio[5]
- 2022: Sarah-Katrin Bourdeaux: Essen Pfützen kleine Pferde? : Ein Pferd sucht Antworten auf die Grundfragen des Lebens – Miss Motte Audio[6]

## Synchronrollen (Auswahl)

### Filme
- 2018: Colby Wilson als Officer Kowalski in Freaky Friday – Voll vertauscht
- 2021: Ambrus Evva als Paul in Die Geschichte meiner Frau
- 2022: Steven Maier als Kadett Leroy Fry in Der denkwürdige Fall des Mr Poe
- 2023: Jerry Li als David in Love in Taipei
- 2024: Patch Darragh als Bobby Breslin in The Union

### Serien
- 2022: Malibongwe Mdwaba als Abel (jung) in Justice Served
- 2023: Aldrin Bundoc als Jeffrey in Glamorous (Staffel 1, Folge 7)
- 2023: Lincoln A. Castellanos als Tagschicht Typ in Poker Face (in 1 Episode)

### Videospiele
- 2023: Sebastian Sallow in Hogwarts Legacy
- 2025: Vitek in Kingdom Come: Deliverance II